# Snedbana
Snedbana kallas en lutande transportort från markytan ner till en gruva, eller mellan olika nivåer i en gruva. Golvet i snedbanan kallas sula. En kortare snedbana kallas ramp. En av fördelarna med snedbanan är att malmen och personalen kan ta sig upp och ner på olika ställen.